# Grand Prix SAR La Princesse Lalla Meryem 2013
Grand Prix SAR La Princesse Lalla Meryem 2013 - жіночий професійний тенісний турнір що проходив на відкритих кортах з ґрунтовим покриттям. Це був 13-й турнір. Належав до категорії International в рамках Туру WTA 2013. Відбувся в Royal Tennis Club de Marrakech в Марракеші (Марокко) з 22 до 28 квітня 2013 року.

## Учасниці основної сітки в одиночному розряді

### Сіяні пари
| Країна     | Гравчиня            | Рейтинг1 | Сіяна |
| ---------- | ------------------- | -------- | ----- |
| Словаччина | Домініка Цібулкова  | 15       | 1     |
| Румунія    | Сорана Кирстя       | 26       | 2     |
| Франція    | Алізе Корне         | 33       | 3     |
| Естонія    | Кая Канепі          | 40       | 4     |
| Нідерланди | Кікі Бертенс        | 41       | 5     |
| Італія     | Франческа Ск'явоне  | 47       | 6     |
| Франція    | Крістіна Младенович | 51       | 7     |
| Швейцарія  | Роміна Опранді      | 52       | 8     |
| Болгарія   | Цветана Піронкова   | 53       | 9     |

- 1 Рейтинг подано станом на 15 квітня 2013.

### Інші учасниці
Нижче наведено учасниць, які отримали вайлдкард на участь в основній сітці:
- Фатіма-Захра Ель-Алламі
- Ліна Костал

Такі тенісистки потрапили в основну сітку як qualifiers:
- Тімеа Бабош
- Естрелья Кабеса Кандела
- Міхаела Гончова
- Карін Кнапп

Такі тенісистки потрапили в основну сітку як Щасливі лузери:
- Ніна Братчикова
- Александра Каданцу

### Відмовились від участі
До початку турніру
- Ірина-Камелія Бегу (травма правого плеча)
- Домініка Цібулкова
- Полона Герцог
- Роміна Опранді
- Александра Возняк

## Учасниці основної сітки в парному розряді

### Сіяні пари
| Країна     | Гравчиня          | Країна     | Гравчиня                | Рейтинг1 | Сіяна |
| ---------- | ----------------- | ---------- | ----------------------- | -------- | ----- |
| Словаччина | Даніела Гантухова | Іспанія    | Анабель Медіна Гаррігес | 73       | 1     |
| Італія     | Флавія Пеннетта   | Італія     | Франческа Ск'явоне      | 95       | 2     |
| Угорщина   | Тімеа Бабош       | Люксембург | Менді Мінелла           | 101      | 3     |
| Хорватія   | Петра Мартич      | Франція    | Крістіна Младенович     | 114      | 4     |

- 1 Рейтинг подано станом на 15 квітня 2013.

### Інші учасниці
Нижче наведено пари, які отримали вайлдкард на участь в основній сітці:
- Фатіма-Захра Ель-Алламі /  Надя Лаламі
- Алізе Лім /  Ліна Костал

## Переможниці та фіналістки

### Одиночний розряд
- Франческа Ск'явоне —  Лурдес Домінгес Ліно, 6–1, 6–3

### Парний розряд
- Тімеа Бабош /  Менді Мінелла —  Петра Мартич /  Крістіна Младенович, 6–3, 6–1